# シダー郡区 (アイオワ州ブラックホーク郡)
シダー郡区は、アメリカ合衆国、アイオワ州、ブラックホーク郡にある17の郡区の一つである。2000年の国勢調査で、人口は1761人だった。

## 地理
シダー郡区は、72.8平方キロメートル（28.09平方マイル)で、組み込まれている自治体(incorporated settlements)は存在しない。アメリカ地質調査所によると、この郡区はAntonとWashburnの2つの霊園が含まれている。